# Rhabdotites
Rhabdotites is een geslacht van uitgestorven zeekomkommers die leefden in het Trias, in het huidige Polen.

## Soorten
- Rhabdotites mortenseni Deflandre-Rigaud, 1952 † (typesoort)
- Rhabdotites rectus Frizzell en Exline, 1955 †